# Omar Razzaz
Omar Razzaz (en árabe: عمر الرزاز; Amán, 17 de mayo de 1961) es un político jordano, ex primer ministro de Jordania. Fue nombrado el 5 de junio de 2018 después de que Hani Mulki, su predecesor, dimitiera como resultado de las protestas generalizadas contra las medidas de austeridad en el país. Razzaz había sido ministro de Educación desde el 4 de enero de 2017. Anteriormente había sido director de varias instituciones nacionales e internacionales.
Razzaz presentó su renuncia al cargo de Primer Ministro el 3 de octubre de 2020, siendo sucedido por Bisher Al-Khasawneh cuatro días después.